# 니키 미쇼
니키 미쇼(영어: Nicki Micheaux, 1971년 ~ )는 미국의 배우이다.